# مونونا (آیووا)
مونونا (به انگلیسی: Monona) شهری در ایالت آیووا کشور ایالات متحده آمریکا است که جمعیت آن در سرشماری سال ۲۰۱۰ میلادی، ۱٬۵۴۹ نفر بوده‌است.